# Toshiko D'Elia
Toshiko D'Elia (née Kishimoto) (2 de enero de 1930 - 19 de febrero de 2014) fue una atleta master estadounidense y una leyenda en las carreras de larga distancia. Fue miembro de la clase inaugural de 1996 de la división Masters del USATF National Track and Field Hall of Fame. Posee numerosos records estadounidenses de larga distancia, sobre todo en la división de edad W75.

## Primeros años
D'Elia nació en Kioto, Japón. Cuando niña sufrió por no tener cerca racionamientos de alimentos y por el hambre de una sociedad dominada por los hombres japoneses. Por ejemplo, cuando recibió una beca Fulbright para estudiar en los Estados Unidos y le pidió a su padre para pagar el viaje, dijo que prefería gastar el dinero en un nuevo caballo que desperdiciarlo en una educación para una hembra.

## Carrera deportiva
En una escalada del Monte Rainier sufrió de mal de altura y no pudo terminar la subida. Después de eso, empezó a correr una milla al día con su hija, Erica, quien en 1974 formó parte del primer equipo de cross country en Ridgewood High School.
En enero de 2001, D'Elia rompió el récord mundial de indoor femenino a los 70 años de edad, en la carrera de 1.500 metros con un tiempo de 6:47:46. Unas semanas más tarde, rompió todos los récords en los 800 metros de altura, cinco kilómetros y 10 kilómetros de carreras
D'Elia murió el 19 de febrero de 2014 a la edad de 84 años.